# Den Kenjirō

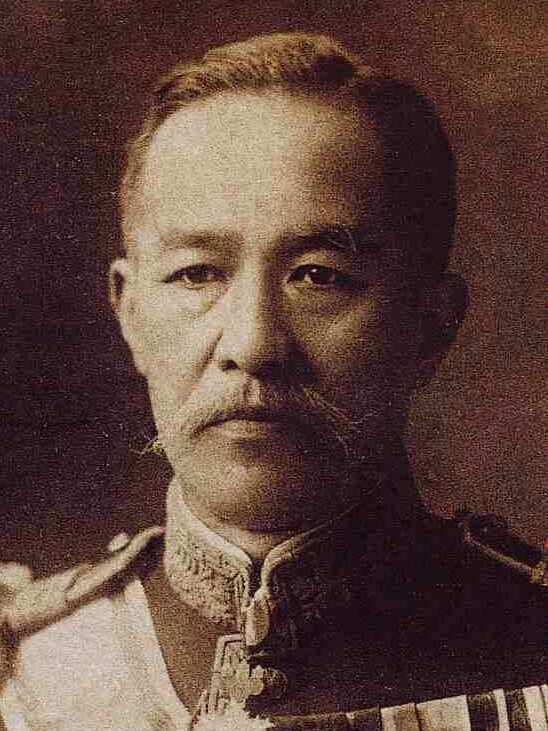
Den Kenjirō

Danshaku Den Kenjirō (japanisch: 田 健治郎; * 25. März 1855 in Shimo-Ogura-mura, Landkreise Hikami, Provinz Tamba (heute: Tamba, Präfektur Hyōgo); † 16. November 1930 in Tamagawa-mura, Landkreis Ebara, Präfektur Tokio) war ein Verwaltungsbeamter und Politiker der Rikken Seiyūkai im Kaiserreich Japan, der mehrmals Minister sowie zwischen 1919 und 1923 Generalgouverneur von Taiwan war.

## Leben

### Verwaltungsbeamter und Mitglied des Reichstages
Den Kenjirō, Sohn des Dorfvorstehers Bunpei Den, war nach seinem Wegzug nach Tokio 1874 zunächst Justizbeamter und danach Polizeioffizier. Er war Chef der Polizei in den Präfekturen Kōchi, Aichi, Kanagawa sowie zuletzt der Präfektur Saitama. 1890 trat er als Verwaltungsbeamter in das Kommunikationsministerium (Teishin-shō) ein und wurde dort Mitarbeiter von Minister Gotō Shōjirō. Später wurde er Vize-Kommunikationsminister sowie zugleich Generaldirektor der Eisenbahn-Abteilung des Ministeriums. Er trat von diesen Ämtern 1898 zurück und wechselte in die Privatwirtschaft, wo er Präsident des Eisenbahnunternehmens Kansai (Kanseitetsudō) wurde. 1900 kehrte er jedoch vorübergehend ins Kommunikationsministerium zurück und war bis 1901 Direktor der Verwaltungsabteilung des Ministeriums.
Am 12. August 1901 wurde Den Mitglied des Shūgiin, des Unterhauses des Reichstages (Teikoku-gikai), dem er bis zum 28. Dezember 1902 angehörte. Er vertrat dort die von Itō Hirobumi gegründete Partei Freunde der verfassungsmäßigen Regierung (Rikken Seiyūkai), die führende Partei Japans zu jener Zeit. Nach seinem Ausscheiden aus dem Reichstag war er zwischen August 1901 und Januar 1906 Chefsekretär des Kommunikationsministeriums. Am 7. Januar 1906 wurde er schließlich Mitglied des Herrenhauses (Kizokuin), des Oberhauses des Reichstages, und gehörte diesem bis zu seinem Tode am 16. November 1930 an. Zugleich wurde er als Baron (Danshaku) in den Adelsstand (Kazoku) erhoben und war neben Tosuke Hirata, Kiyoura Keigo, Ōura Kanetake und Yamagata Aritomo einer der führenden Politiker des Herrenhauses. Als führender Politiker der Sawakai-Fraktion spielte er eine maßgebliche Rolle bei der Debatte zum Siemens-Skandal im Januar 1914, einer der spektakulärsten politischen Skandale der späten Meiji- und Taishō-Zeit. Er umfasste geheime Rüstungsabsprachen zwischen hochrangigen Mitgliedern der Kaiserlich Japanischen Marine und den europäischen Industriekonzernen Siemens und Vickers und führte zum Sturz des ersten Kabinetts von Premierminister Yamamoto Gonnohyōe am 16. April 1914.

### Minister und Generalgouverneur von Taiwan

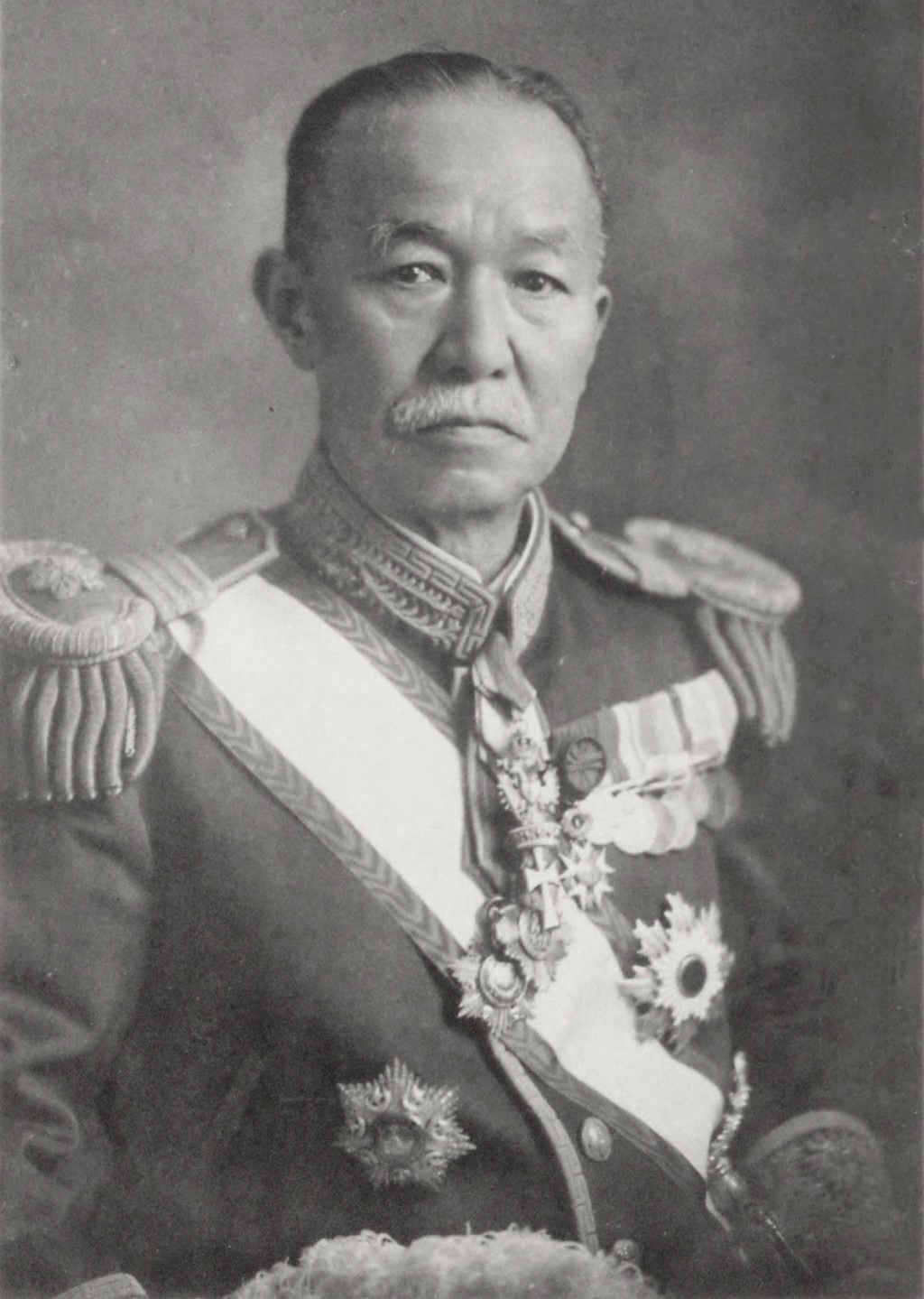
Den Kenjirō

Im Kabinett Terauchi übernahm Den Kenjirō am 9. Oktober 1916 das Amt als Minister für Kommunikation (Teishin-shō) und hatte dieses bis zum 29. September 1918 inne. Am 29. Oktober 1919 übernahm er als Nachfolger des verstorbenen Generalleutnant Akashi Motojirō den Posten als Generalgouverneur von Taiwan und übte dieses Amt fast vier Jahre lang bis zum 2. September 1923 aus, woraufhin Uchida Kakichi seine dortige Nachfolge antrat.
Den selbst wurde nach seiner Rückkehr am 2. September 1923 im Kabinett Yamamoto II Minister für Landwirtschaft und Handel (Nōshōmu-shō) und bekleidete dieses Ministeramt bis zu seiner Ablösung durch Okano Keijirō am 24. Dezember 1923. Zugleich fungierte er zwischen dem 2. September 1923 und seiner Ablösung durch Hiranuma Kiichirō am 6. September 1923 auch als Justizminister (Shihō-shō). 1926 wurde er zum Mitglied des Geheimen Kronrates (Sūmitsu-in) ernannt. Nach seinem Tode an den Folgen einer Hirnblutung am 16. November 1930 wurde er auf dem Friedhof Tama in Fuchū (Präfektur Tokio) beigesetzt.